# Коронавірусна хвороба 2019 на Ангільї
Епідемія коронавірусної хвороби 2019 на Ангільї — це поширення пандемії коронавірусної хвороби 2019 на територію Ангільї. Перший випадок хвороби на цій британській заморській території зареєстровано 26 березня 2020 року. 26 квітня 2020 року всі наявні на той день хворі одужали. 22 листопада 2020 року повідомлено про завезений з-за кордону новий випадок хвороби.

## Передумови
Ангілья знаходиться у важкому становищі щодо можливого поширення хвороби. Населення острова становить 14731 осіб. На момент початку пандемії лікарня Принцеси Олександри не мала відділення інтенсивної терапії. Було заплановано розширення лікарні, однак на той день фонд охорони здоров'я Ангільї все ще збирав кошти на проект. Тестування на COVID-19 проводило початково або Карибське агентство охорони здоров'я, або лабораторія на Сінт-Мартені. 22 травня 2020 року на острові в лабораторії лікарні принцеси Олександри розпочались тестування COVID-19.

## Хронологія
З 24 березня газета «The Anguillian Newspaper» перестала бути доступною в друкованому вигляді. Газета друкується на Сінт-Мартені, й у зв'язку із закриттям кордону доставка її на острів стала неможливою. Служба вантажних перевезень все ще діяла, але строки доставки залишаються невідомими.
26 березня були підтверджені перші два випадки хвороби на Ангільї. Одною з хворих була 27-річна громадянка США, а другою була 47-річна жителька Ангільї, яка контактувала з першою хворою.
2 квітня у 78-річного чоловіка, який нещодавно повернувся з однієї з заморських територій Сполучених Штатів Америки, підтверджено позитивні результати. Симптоми хвороби в нього були незначно виражені. Особи, які з ним контакували, направлені на карантин.
3 квітня Прем'єр-банк Ангільї повідомив про надання пакету економічної підтримки.
8 квітня фонд молодіжного спорту Ангільї подарував лікарні принцеси Олександри рукавички, маски та дезінфікуючі засоби для рук.
10 квітня повідомлено про встановлення регулювання цін на основні товари і послуги.
26 квітня всі троє хворих одужали. Отримано також результат обстеження випадку раптової смерті 23 квітня. Лабораторія на Сінт-Мартені повідомила про негативний результат 23 квітня, а Карибська організація охорони здоров'я підтвердила цей висновок 25 квітня. На той день на острові не підозр на коронавірусну хворобу, та не було даних про місцеву передачу вірусу.
22 листопада повідомлено про новий випадок хвороби, завезений з-за кордону, хворий нещодавно прибув із США, у нього не було симптомів хвороби, після підтвердження хвороби хворого направили на ізоляцію до затвердженого місця.
Станом на 22 грудня 2020 року на Ангільї був 1 активний випадок COVID-19. На той день в Ангільї було загалом підтверджено 11 випадків COVID-19, з них 7 одужали.
Станом на 28 грудня 2020 року на Ангільї було зафіксовано 13 випадків хвороби, з них 1 активний випадок і 12 одужань.
21 квітня 2021 року зареєстровано 3 випадки місцевого інфікування коронавірусом після того, як у жителя Ангільї з'явились симптоми хвороби. 23 квітня підтверджена поява кластеру захворювання після підтвердження 28 випадків хвороби, пов'язаних із випадками від 21 квітня. 26 квітня повідомлено про 52 випадки, пов'язані з кластером.

## Заходи боротьби з поширенням хвороби
Станом на 18 березня 2020 року Ангілья закрила свій аеропорт та морський порт на два тижні, а також закрила всі школи на своїй території.
27 березня 2020 року на Ангільї запроваджено обов'язкове перебування вдома, заборонено громадські зібрання за участю понад 12 осіб. Ресторанам дозволялося працювати лише на винос або на вивіз, магазини алкогольних напоїв були закриті.
Починаючи з 29 квітня 2020 року можуть знову відкриватися за умови дотримання соціального дистанціювання церкви та інші культові приміщення, всі роздрібні магазини, перукарні та салони краси, постачальники житла, тренажерні зали та спа-центри, рекреаційні заклади, офіційні лотерейні центри, ресторани та бари.
Починаючи з 30 квітня 2020 року діють наступні обмеження: заборонено громадські заходи за участю понад 25 осіб, заборонено проведення спортивних заходів. Надалі необхідно підтримувати соціальну дистанцію, і в кожному закладі може перебувати лише 1 людина з розрахунку на 30 квадратних футів площі, також небхідно розміщувати маркери у місцях, де відвідувачі стоять у черзі.
Починаючи з 11 травня 2020 року, учні 5 і 6 класу протягом половини дня можуть займатися всередині школи. Решта учнів будуть продовжувати онлайн-навчання.
Починаючи з 1 червня 2020 року на основі епідеміологічної ситуації скасовані обмеження на громадські заходи та переміщення людей, хоча й зберігався жорсткий контроль в'їзду на острів.
З 1 листопада 2020 року Ангілья знову відкрила як свій аеропорт, так і морські порти для всіх пасажирів, яким необхідно отримати дозвіл на в'їзд та дотримуватися всіх карантинних правил для в'їзду.